# Ambassade de Libye en Guinée
L'ambassade de Libye en Guinée est la principale représentation diplomatique de Libye en république de Guinée.